# Norman Kerry
Pour les articles homonymes, voir Kerry.
Norman Kerry  est un acteur américain du cinéma muet, né le 16 juin 1894 à Rochester, dans l'État de New York, et mort le 12 janvier 1956 à Los Angeles, en Californie.

## Filmographie partielle
- 1917 : La Petite Américaine (The Little American) de Cecil B. DeMille : Soldat blessé
- 1917 : La Petite Princesse (The Little Princess) de Marshall Neilan : Capitaine Richard Crewe
- 1918 : À chacun sa vie (Amarilly of Clothes-Line Alley), de Marshall Neilan
- 1918 : À la recherche du bonheur (Up the Road with Sallie) de William Desmond Taylor
- 1918 : La Flamme et le Papillon (The Talk of the Town) de Allen Holubar
- 1919 : Getting Mary Married de Allan Dwan
- 1919 : Le Dictateur (Soldiers of Fortune) de Allan Dwan
- 1919 : The Dark Star de Allan Dwan
- 1920 : A Splendid Hazard d'Arthur Rosson
- 1921 : Get-Rich-Quick Wallingford de Frank Borzage : Blackie Daw
- 1921 : Immolation (The Wild Goose) de Albert Capellani
- 1921 : Le Pirate (Buried Treasure) de George D. Baker
- 1921 : Le Rachat du passé (Proxies) de George D. Baker
- 1922 : Les Trois Revenants (Three Live Ghosts) de Edmund Goulding
- 1922 : La Rencontre (Till We Meet Again) de Christy Cabanne
- 1923 : Les Chevaux de bois (Merry-Go-Round) de Erich von Stroheim (repris par Rupert Julian) : Comte Franz Maximilian Von Hohenegg
- 1923 : Notre-Dame de Paris (The Hunchback of Notre Dame) de Wallace Worsley : Phoebus de Chateaupers
- 1924 : La Papillonne (Butterfly) de Clarence Brown
- 1924 : Échéance tragique (Betweed Friends) de James Stuart Blackton
- 1924 : Hello, 'Frisco de Slim Summerville
- 1925 : The Price of Pleasure de Edward Sloman
- 1925 : Le Fantôme de l'Opéra de Rupert Julian : Raoul
- 1925 : Lorraine of the Lions d'Edward Sedgwick
- 1926 : Mademoiselle Modiste de Robert Z. Leonard
- 1927 : L'Inconnu (The Unknown) de Tod Browning : Malabar
- 1927 : The Claw de Sidney Olcott : Maurice Stair
- 1928 : La Femme de Moscou (The Woman from Moscow)
- 1928 : L'Implacable Destin (Love Me and the World Is Mine) de Ewald André Dupont
- 1941 : Tanks a Million de Fred Guiol